# Teungoh (Samudera)
Teungoh is een bestuurslaag in het regentschap Aceh Utara van de provincie Atjeh, Indonesië. Teungoh telt 447 inwoners (volkstelling 2010).